# Kotoučová pila

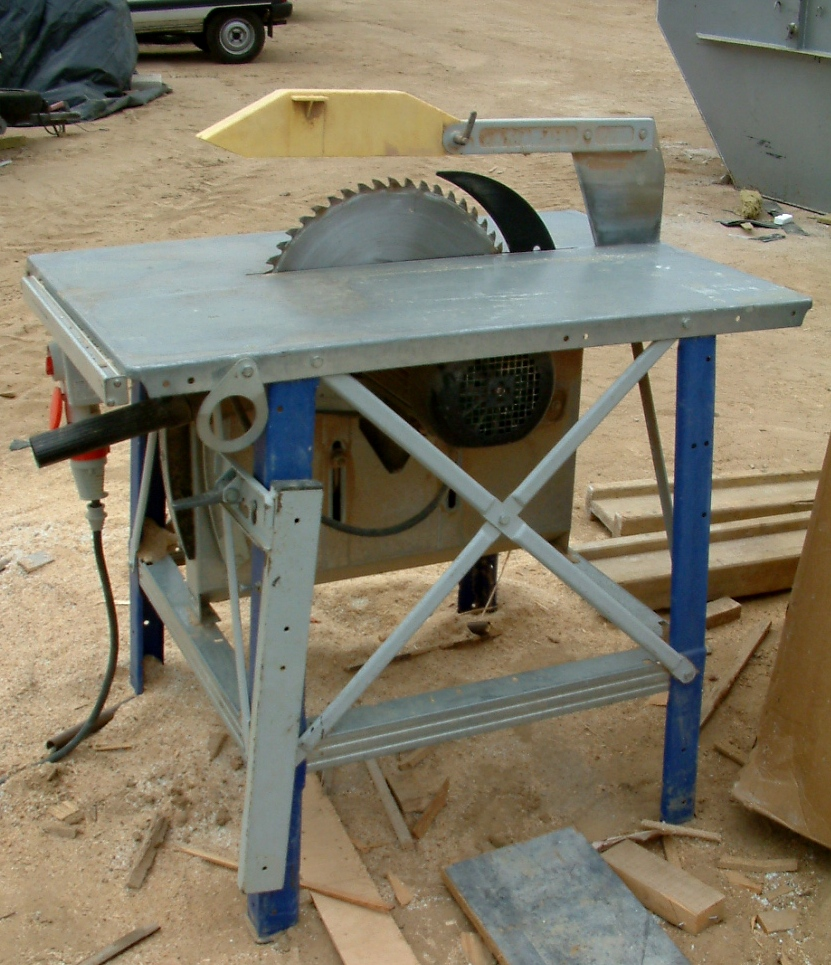
Stolní kotoučová pila (cirkulárka).

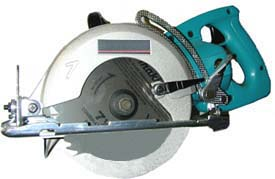
Ruční kotoučová pila (maflík).

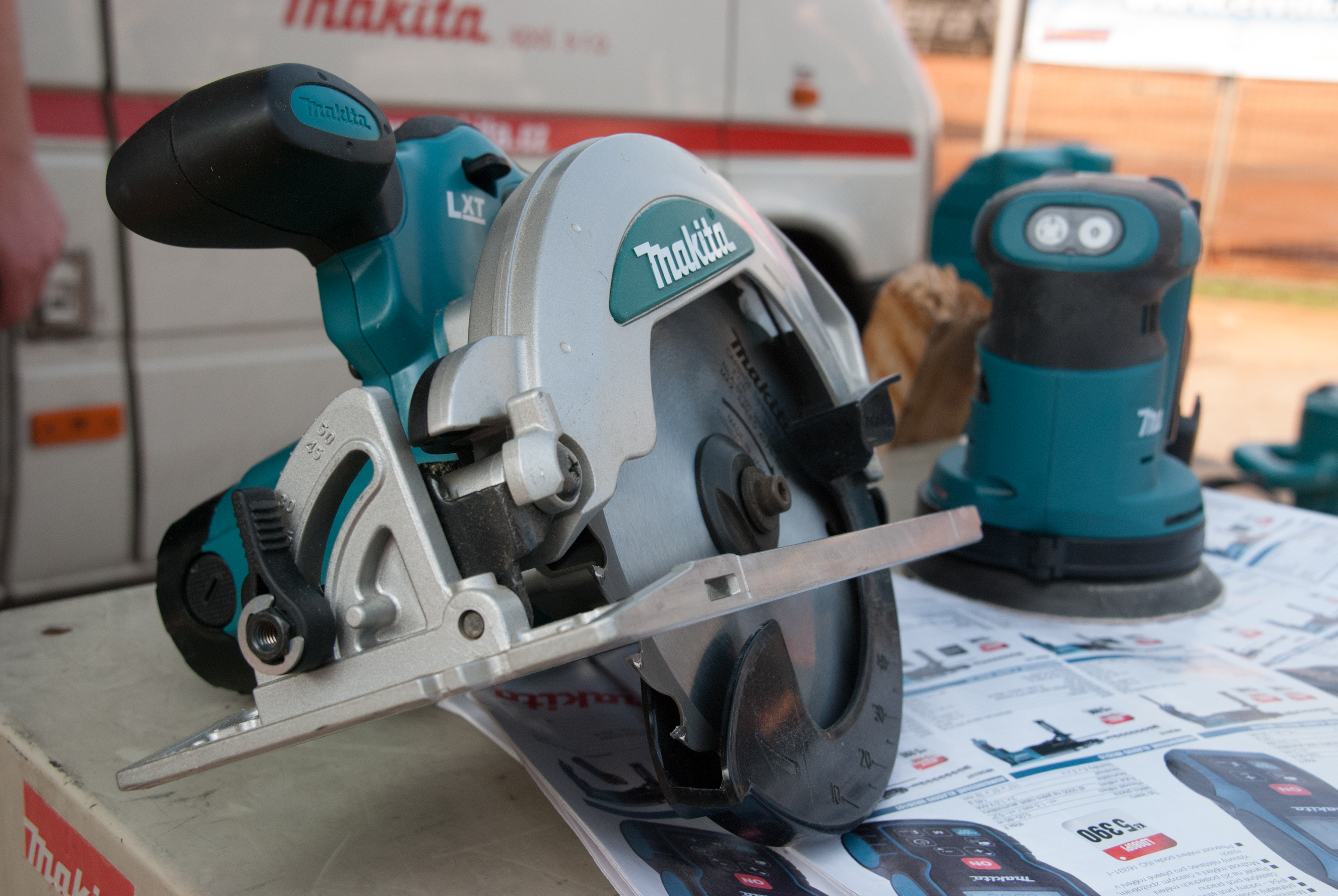
Detail kotoučové pily Makita

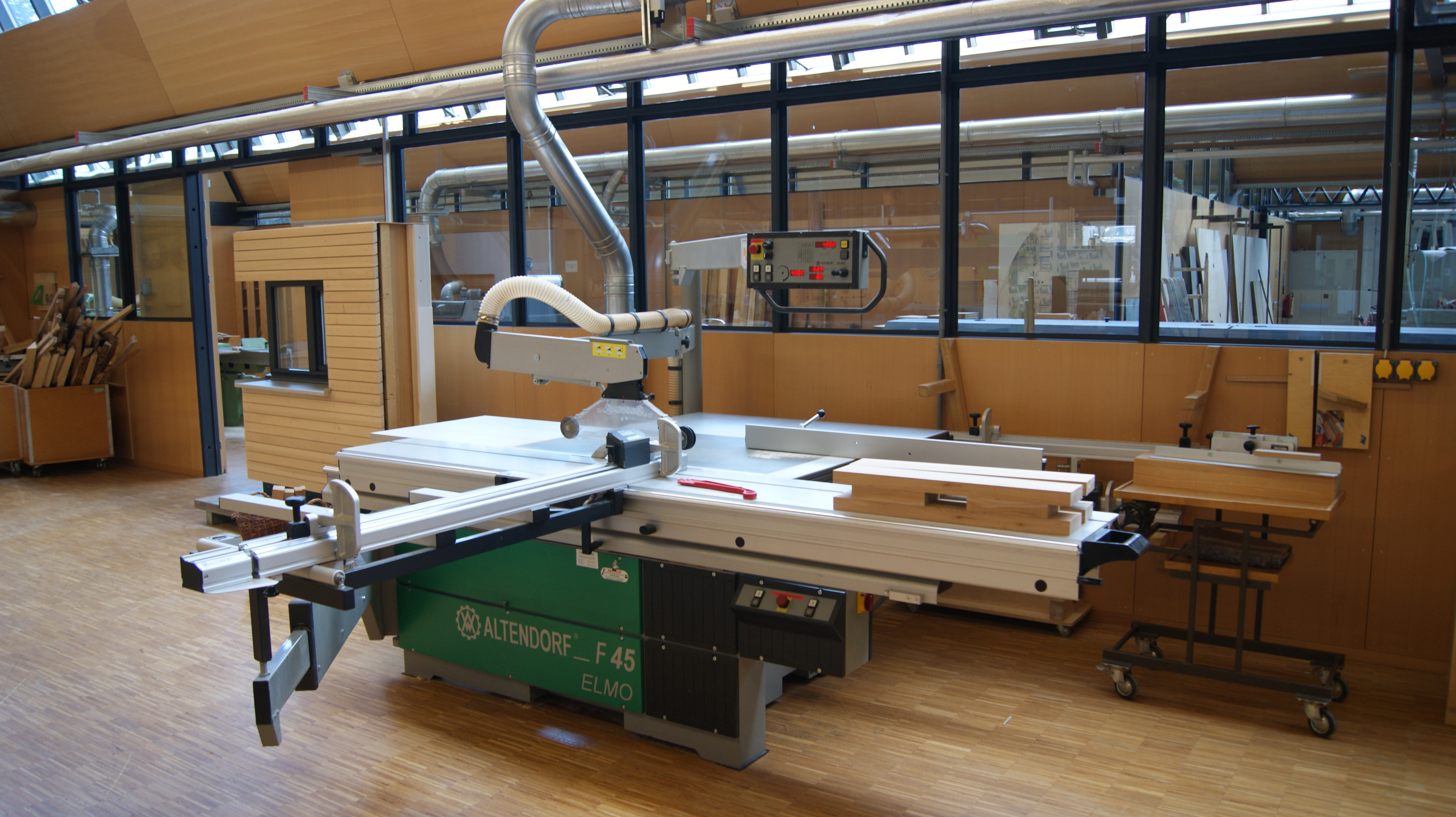
Truhlářská formátovací pila

Kotoučová pila (okružní pila, cirkulárka, ruční pak „mafl“) je stroj určený k řezání dřeva, kovů či dalších materiálů. Skládá se z ozubeného kovového disku (kotouče) a poháněcího mechanismu, který disk roztáčí. Může být konstruována jako ruční, stolní nebo i ve stojanovém provedení jako statický obráběcí stroj. Strojní kotoučová pila byla vynalezena v Anglii v roce 1780. Její ruční provedení bylo patentováno v roce 1927 firmou SKIL v USA. Slangové označení mafl vzniklo z názvu německé firmy MAFELL.

## Rozdělení
- stolní
- rozmítací
- kmenové

## Bezpečnost práce
Podle statistiky patří cirkulárka mezi nejnebezpečnější dřevoobráběcí stroje. Pracovník musí předem znát všechna rizika, která hrozí, musí předem vědět, na co si dát pozor a čeho se vyvarovat.